# Gustav Lorentzon
Bror Gustav Linné Lorentzon, född 8 september 1913 i Hunnebostrands församling i Göteborgs och Bohus län, död 12 februari 1993 i Hässelby församling i Stockholm, var en svensk ombudsman och politiker (vänsterpartiet kommunisterna).
Lorentzon, som var son till stenarbetare Linus Lorentzon och Henriette Olsson, var verksam som stenhuggare 1930–1942 och blev ombudsman inom kommunistpartiet 1943. Han var ledamot av riksdagens andra kammare 1965–1968, invald i Västernorrlands läns valkrets. Han invaldes som ledamot av Kramfors stadsfullmäktige 1963 och blev styrelseledamot i Stiftelsen Kramfors stads hyreshus samma år.
1976–1980 var Lorentzon ordförande för Svensk-koreanska föreningen.